# Hajnos kék
A hajnos kék régi magyar szőlőfajta, amely a filoxérát követően szinte teljesen eltűnt borvidékeinkről.